# Socialistická dělnická strana

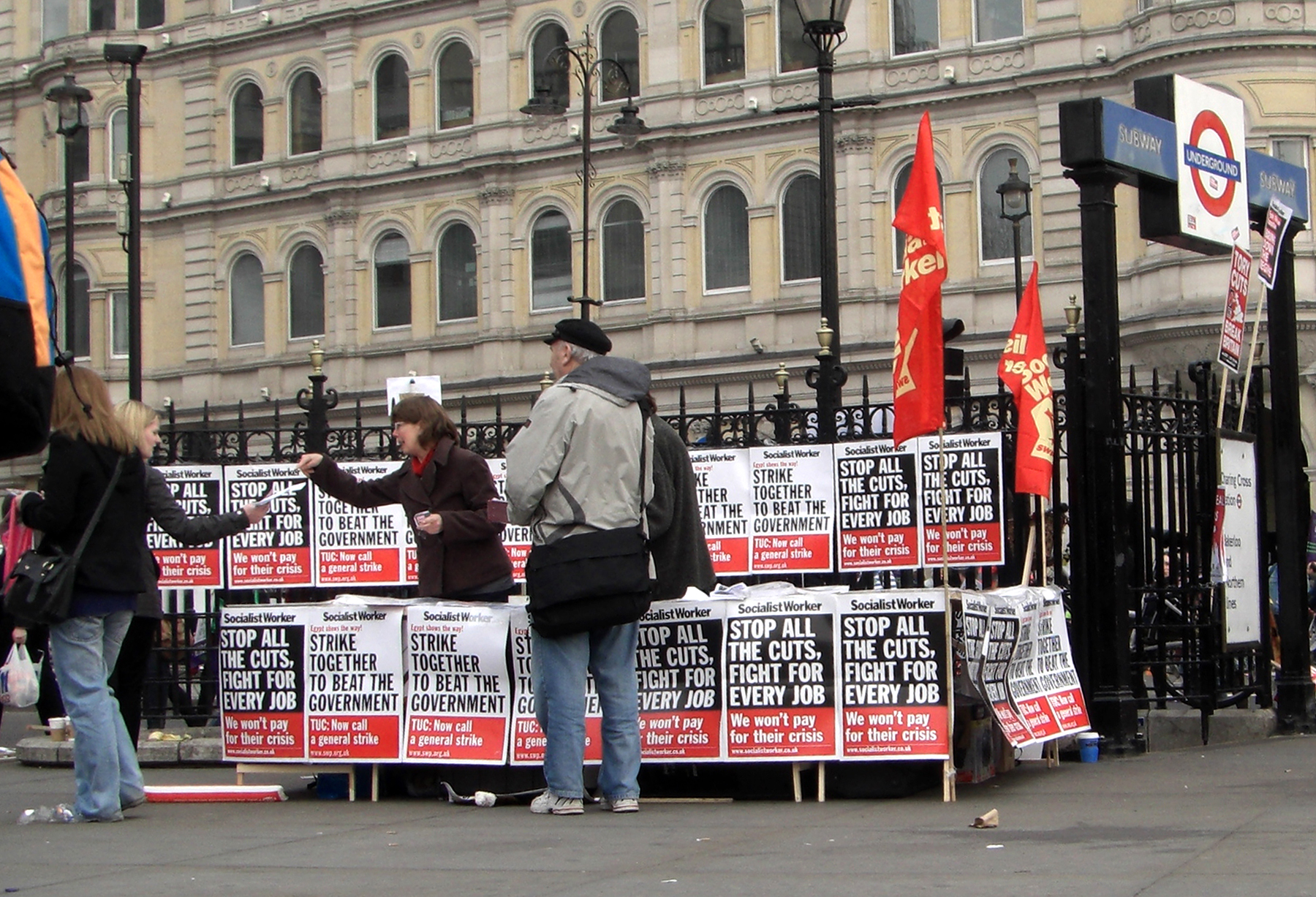
Kampaň SWP proti vládě Davida Camerona na Trafalgarském náměstí v roce 2011

Socialistická dělnická strana, anglicky Socialist Workers Party (SWP), je britská krajně levicová politická strana, vycházející z pozic trockismu a antistalinistického marxismu-leninismu. Kořeny strany se nacházejí původně v analytickém kroužku radikálních intelektuálů okolo Tonyho Cliffa (Socialist Review Group), který byl založen v roce 1950. Současný název nese strana od roku 1977.
Tony Cliff byl židovský trockistický aktivista, původem z mandátu Palestina. Odmítal jak kapitalismus, tak režimy reálného socialismu ve východním bloku, které označoval za státně kapitalistické. Skupina pod jeho vedením protestovala jak proti válce ve Vietnamu, tak proti okupaci Československa vojsky Varšavské smlouvy.
Na konci sedmdesátých let SWP vystupovala proti vzestupu krajně pravicové Britské národní fronty a sehrála klíčovou roli při zakládání Antinacistické ligy (Anti-Nazi League). Ta mimo jiné uspořádala v roce 1978 koncert Rock proti rasismu, na kterém vystoupilo několik známých punkových kapel (The Clash, Buzzcocks, Tom Robinson Band a další). Koncertu se zúčastnilo na sto tisíc lidí. Mimoto do SWP vstoupili členové hudební skupiny The Redskins, okolo které se sdružovali stoupenci subkultury redskins, tj. krajně levicově orientovaných skinheadů.
Během osmdesátých let podporovala odpor proti vládě Margaret Thatcherové, zejména hornické stávky.
Členy strany byli nebo jsou některé osobnosti kulturního nebo akademického života, například spisovatelka a historička Stephanie Coontz, profesor politické ekonomie na King's College London Alex Callinicos, herec Samuel West nebo spisovatel fantasy China Miéville.
Na světové úrovni je součástí Mezinárodní socialistické tendence, kde působí i česká obdoba SWP, Socialistická Solidarita. Dále je členem Evropské antikapitalistické levice, stejně jako například francouzská Nová antikapitalistická strana.